# Площадь Ленина (Тула)
Площадь Ле́нина является главной городской площадью Тулы, главной архитектурной доминантой которой является скульптура В. И. Ленина и здание Правительства Тульской области (Белый дом). С юга площадь ограничивается Советской улицей, с севера —  Менделеевской улицей и Кремлём. От площади берёт начало проспект Ленина. Площадь Ленина является местом для проведения парадов 9 мая и других массовых мероприятий.

## История
До 1970-х годов по площади проходила Киевская улица (проспект Ленина), по обеим сторонам которой располагалось два квартала 2- и 3-этажных домов, снесенных в ходе строительства площади Ленина. 